# Héctor Arancibia Laso
Héctor Arancibia Laso (Santiago de Chile, 20 de febrero de 1883-Santiago de Chile, 24 de julio de 1970) fue un político chileno.

## Biografía
Sus padres fueron Froilán Arancibia y Griselda Lazo de la Vega.
Se casó en diciembre de 1908 con Emma Urzúa Lavín y tuvieron dos hijas; fue casado en segundo matrimonio, con María Mesías Urzúa. 
Hizo sus estudios en el Liceo Miguel Luis Amunátegui e Instituto Nacional, y se recibió de bachiller en filosofía y humanidades en abril de 1900, cuando recién cumplía 17 años de edad. Posteriormente cursó derecho de Minas en la Universidad Católica y Leyes en la Universidad del Estado.
Su memoria para optar al grado de licenciado en Leyes y Ciencias Políticas versó sobre "El albacea fiduciario: validez de la asignación". Recibió el título de abogado el 5 de diciembre de 1905 y obtuvo de la Corte Suprema, el más alto Tribunal de la República, una felicitación especial.
Perteneció a numerosas sociedades de Socorros Mutuos y de Beneficencia. Fue Director de la Sociedad Escuela de Proletarios, miembro de la Sociedad Instrucción Popular, de Artesanos La Unión, Unión Comercial, etc. También fue miembro del Cuerpo de Bomberos de Santiago, Sexta Compañía, en el cual desempeñó los cargos de director y capitán; fue nombrado director honorario el 7 de junio de 1940.
Además fue un gran impulsor de la Educación Física y de los Deportes en general; por lo que participó en organizaciones e instituciones afines, ya fuera como socio honorario o como contribuyente a ellas. 
En 1916 recorrió las principales repúblicas sudamericanas como jefe de una delegación deportiva, llevando la representación oficial del Gobierno de Chile.

## Vida pública
Su carrera política comenzó cuando aún era niño, y el partido Radical, en cuyas filas militó, siempre supo hacer honor a su vasta preparación, encomendándole el desempeño de cargos de importancia, tales como: director y secretario del partido, prosecretario de la Junta Central Radical durante cinco años y secretario, en el hecho, durante tres años en que este puesto permaneció acéfalo; presidente de la Comisión Departamental de Elecciones y del Centro de Propaganda Radical, del cual fue uno de sus fundadores. Secretario de la Junta Central; fue elegido elector de presidente, con motivo de la exaltación del Exmo. Ramón Barros Luco al mando supremo de la Nación.
También fue periodista, uno de los más eficaces colaboradores del gran diario "La ley". Posteriormente colaboró en diarios como El Mercurio, La mañana, La razón y otros. Publicó también, algunos folletos.
Dio conferencias públicas sobre los más variados temas; cabe destacar una conferencia "sobre la libertad de imprenta" y "el problema social", las que le valieron muchas felicitaciones.
Como abogado, defendió exitosos juicios salitreros y mineros.
Fue abogado de la Comunidad Salitrera Clotilde del Toco y de importantes empresas industriales y casas de comercio. 
En 1912 el partido Radical lanzó su candidatura a diputado por la capital y fue elegido, periodo 1912-1915; fue miembro de la Comisión Permanente de Legislación Social; fue diputado reemplazante en la Comisión Permanente de Policía Interior.
Reelecto diputado por Santiago, periodo 1915-1918; continuó en la Comisión Permanente de Legislación Social e integró también la de Policía Interior.
Nuevamente reelegido diputado por Santiago, periodo 1918-1921; integró la Comisión Permanente de Elecciones, de la cual fue su presidente. También, la Comisión Permanente de Legislación y Justicia y la de Policía Interior; diputado reemplazante en la Comisión Permanente de Hacienda.
Fue elegido senador, periodo 1921-1927 por Antofagasta; fue senador reemplazante en la Comisión Permanente de Guerra y Marina y en la de Policía Interior; integró la Comisión Permanente de Agricultura, Industria y Ferrocarriles y la de Presupuestos, de la cual fue presidente. El Congreso fue disuelto, por Decreto de la Junta de Gobierno, el 11 de septiembre del mismo año 1924.
Fue Designado Ministro del Interior durante el primer gobierno de Arturo Alessandri en 1921
En el Congreso presentó proyectos de ley que tendían a mejorar la condición moral y material del obrero. Impulsó también proyectos tendientes a fomentar los deportes y ejercicios físicos.
Entre otras cosas, fue abogado de la Bolsa de Comercio desde 1925; director de la Compañía de Salitre de Santiago; director y presidente de la Corporación de Ventas de Salitre y Yodo; consejero de LAN y de la Empresa Periodística "La Hora"; organizador de la Empresa Periodística Antares; profesor de Derecho de Minas en la Universidad de Chile, 1912; ministro del Interior, 16 de agosto de 1921 al 3 noviembre del mismo año; director de Correos y Telégrafos en 1943; presidente del Tribunal Calificador de Elecciones; embajador en México en 1947; embajador en Italia en 1947 a 1949.